# Eupterote unicolor
Eupterote unicolor är en fjärilsart som beskrevs av George Francis Hampson 1891. Eupterote unicolor ingår i släktet Eupterote och familjen Eupterotidae. Inga underarter finns listade i Catalogue of Life.